# Judéo-malayalam
Le Judéo-malayalam ( Malayalam:   , yehūdyamalayāḷaṃ ; hébreu : מלאיאלאם יהודית  , malayāḷaṃ yəhûḏîṯ ) est la langue traditionnelle des Juifs de Cochin (également appelés Juifs Malabar ), du Kerala, dans le sud de l'Inde. Au 21e siècle, elle compte quelques dizaines de locuteurs en Israël et probablement moins de 25 en Inde.
Le judéo-malayalam est la seule langue juive dravidienne connue. La seule autre langue dravidienne parlée régulièrement par une communauté juive en Inde est le télougou, parlé par la petite communauté juive du centre-est de l' Andhra Pradesh . 
Comme il ne diffère que peu dans la grammaire ou la syntaxe des autres dialectes malayalam familiers, de nombreux linguistes ne le considèrent pas comme une langue à part entière, mais comme un dialecte, ou simplement comme une variation de langue. Le judéo-malayalam partage des traits communs avec d'autres langues juives comme le ladino, le judéo-arabe et le yiddish : par exemple, les traductions textuelles de l'hébreu au malayalam, les caractéristiques archaïques du vieux malayalam, les composants hébreux agglutinés aux formations verbales et nominales dravidiennes et les usages idiomatiques spéciaux issus de ses emprunts en hébreu. Le manque de connaissances à long terme sur ce dialecte cause l'absence de désignation distincte (ce qui est peut-être inenvisageable), et donc celle de code de langue (voir aussi SIL et ISO 639).
Contrairement à de nombreuses langues juives, le judéo-malayalam n'est pas écrit en utilisant l' alphabet hébreu (mais l'alphasyllabaire malayalam) . Cependant, comme la plupart des langues juives, il contient de nombreux emprunts lexicaux en hébreu, qui sont régulièrement translittérés, autant que possible, en utilisant l'écriture malayalam . Comme beaucoup d'autres langues juives, le judéo-malayalam contient  des archaïsmes lexicaux, phonologiques et syntaxiques, et ce avant la distinction entre Malayalam et tamoul.
Certains Juifs Paradesi déclarent que le judéo-espagnol parlé par leurs ancêtres influença le développement du judéo-malayalam. Cependant, aucune influence de ce type n'est trouvée, pas même au niveau lexical superficiel. En revanche, cette langue est affiliée au Mappila Malayalam, en particulier du Nord Malabar, dans des mots tels que khabar ou khabura (tombe), et des formations telles que mayyatt āyi (മയ്യത്ത് ആയി) utilisées par les musulmans et śalōal āyi (ശലോം ആയി) utilisées par les juifs pour est mort (മരിച്ചു പോയി, mariccu pōyi en malayalam standard). Comme pour la langue parente, le judéo-malayalam contient des emprunts du sanskrit et du pali à la suite de l'affiliation à long terme du malayalam, comme toutes les autres langues dravidiennes, avec le pali et le sanskrit à travers des textes sacrés et laïques bouddhistes et hindous.
L'étude du statut du judéo-malayalam est négligée : celle des Juifs de Cochin se concentre sur les récits, en anglais, des Juifs Paradesi (ou Juifs blancs), qui immigrèrent au Kerala depuis l'Europe, au 16e siècle. Depuis leur immigration en Israël, les immigrants juifs de Cochin participent à la documentation et à l'étude des derniers locuteurs de judéo-malayalam, principalement en Israël. En 2009, un projet de documentation est lancé sous les auspices de l' Institut Ben-Zvi de Jérusalem. Des copies numériques peuvent être obtenues pour tout chercheur souhaitant étudier le judéo-malayalam.